# 川瀨時枝
川瀨時枝（日语：／ Kawase Tokie，1968年9月25日—），现姓渡边（日语：／ Watanabe），是日本女子竞技体操运动员，曾就读于筑波大学。她曾代表国家参加了1984年夏季奥林匹克运动会的六个项目。退役后曾加入TBS电视台，担任过职业棒球及1998年冬季奥林匹克运动会等体育赛事的解说。